# Distretto di Xuyen Moc
Il distretto di Xuyen Moc (vietnamita: Xuyên Mộc) è un distretto (huyện) del Vietnam che nel 2019 contava 140.723 abitanti.
Occupa una superficie di 642 km² nella provincia di Ba Ria-Vung Tau. Ha come capitale Phuoc Buu.